# Wereldkampioenschappen synchroonzwemmen 1975 – Duet vrouwen
Het duet vrouwen tijdens de wereldkampioenschappen synchroonzwemmen 1975 vond plaats in Cali, Colombia.

## Uitslag
| Rang   | Naam                                     | Land                | Finale   | Finale |
| Rang   | Naam                                     | Land                | Punten   | Rang   |
| ------ | ---------------------------------------- | ------------------- | -------- | ------ |
| Goud   | Robin Curren Amanda Norrish              | Verenigde Staten    | 129,4335 | 1      |
| Zilver | Carol Stuart Laura Wilkin                | Canada              | 127,7330 | 2      |
| Brons  | Masako Fujiwara Yasuko Fujiwara          | Japan               | 126,0995 | 3      |
| 4      | Jane Holland Josephine Mitchell          | Verenigd Koninkrijk | 115,7835 | 4      |
| 5      | Helma Gluvers Angelike Honsbeek          | Nederland           | 110,7250 | 5      |
| 6      | Donella Burridge Lisa Steanes-Christophe | Australië           | 108,4500 | 6      |
| 7      | Roselyne Jaqueneau Marie Pons            | Frankrijk           | 102,3915 | 7      |
| 8      | Sylvia Guedel Esther Meyer               | Zwitserland         | 100,7340 | 8      |
| 9      | Barbo Ansehn Marie Cervin                | Zweden              | 100,6250 | 9      |
| 10     | Liliana Aristizabal Martha Aristizabal   | Colombia            | 83,3385  | 10     |